# Mistrzostwa Świata w Kajakarstwie Górskim 2019
40. Mistrzostwa świata w kajakarstwie górskim odbyły się w dniach 24–29 września 2019 w katalońskiej miejscowości La Seu d’Urgell, w kompleksie Parc Olímpic del Segre. Zrezygnowano z rozgrywania konkurencji K-1 extreme.

## Klasyfikacja medalowa
| Miejsce | Państwo         | Złoto | Srebro | Brąz | Razem |
| ------- | --------------- | ----- | ------ | ---- | ----- |
| 1       | Czechy          | 2     | 2      | 2    | 6     |
| 2       | Hiszpania       | 1     | 1      | 4    | 6     |
| 3       | Australia       | 1     | 2      | 0    | 3     |
| 4       | Słowenia        | 1     | 0      | 1    | 2     |
| 5       | Niemcy          | 1     | 0      | 0    | 1     |
| 5       | Słowacja        | 1     | 0      | 0    | 1     |
| 5       | Francja         | 1     | 0      | 0    | 1     |
| 5       | Wielka Brytania | 1     | 0      | 0    | 1     |
| 9       | Polska          | 0     | 1      | 1    | 2     |
| 10      | Rosja           | 0     | 0      | 2    | 1     |
| 11      | Austria         | 0     | 0      | 1    | 1     |
| 11      | Nowa Zelandia   | 0     | 0      | 1    | 1     |

## Medaliści
| Konkurencja:           | Złoto:                                                              | Srebro:                                                           | Brąz:                                                          |
| C-1 mężczyzn           | Cédric Joly                                                         | Ander Elosegi                                                     | Luka Božič                                                     |
| C-1 drużynowo mężczyzn | Słowacja · Michal Martikán · Alexander Slafkovský · Matej Beňuš     | Hiszpania · Ander Elosegi · Miquel Trave · Luis Fernández         | Rosja · Kiriłł Setkin · Dmitrij Chramcow · Pawieł Kotow        |
| K-1 mężczyzn           | Jiří Prskavec                                                       | David Llorente                                                    | Joan Crespo                                                    |
| K-1 drużynowo mężczyzn | Hiszpania · David Llorente · Joan Crespo · Samuel Hernanz           | Czechy · Jiří Prskavec · Vít Přindiš · Vavřinec Hradilek          | Polska · Dariusz Popiela · Krzysztof Majerczak · Michał Pasiut |
| C-1 kobiet             | Andrea Herzog                                                       | Jessica Fox                                                       | Nadine Weratschnig                                             |
| C-1 drużynowo kobiet   | Australia · Jessica Fox · Noemie Fox · Rosalyn Lawrence             | Hiszpania · Núria Vilarrubla · Klara Olazabal · Ainhoa Lameiro    | Czechy · Kateřina Havlíčková · Eva Říhová · Tereza Fišerová    |
| K-1 kobiet             | Eva Terčelj                                                         | Jessica Fox                                                       | Luuka Jones                                                    |
| K-1 drużynowo kobiet   | Wielka Brytania · Mallory Franklin · Fiona Pennie · Kimberley Woods | Czechy · Kateřina Kudějová · Veronika Vojtová · Amálie Hilgertová | Rosja · Jekaterina Pierowa · Marta Charytonowa · Ałsu Minazowa |
| C-2 mix                | Czechy · Tereza Fišerová · Jakub Jáně                               | Polska · Aleksandra Stach · Marcin Pochwała                       | Czechy · Veronika Vojtová · Jan Mašek                          |